# Život s Helenou
Život s Helenou, anglicky: Raising Helen, je americká romantická komedie režiséra Garryho Marshalla z roku 2004 s Kate Hudsonovou v hlavní roli.
Snímek vypráví příběh slečny Heleny Harrisové, která se staré o tři nezletilé děti své sestry (své dvě neteře a jednoho synovce), které náhle osiřely poté, co se oba jejich rodiče zabili při autonehodě. Helena musí, za pomoci své starší sestry Jenny, kvůli těmto osiřelým dětem radikálně změnit svůj dosavadní životní styl, změnit své lukrativní a perspektivní zaměstnání v modelingové agentuře, změnit bydliště i najít dětem i novou školu v Queensu. Tu najde při místním luteránském kostele, kde se seznámi s ředitelem školy, sympatickým pastorem Danem Parkerem, který je schopen a ochoten jí s dětmi pomoci. S danem se nakonec velmi sblíží natolik, že jejich vztah přeroste v lásku.

## Obsazení
- Kate Hudson jako Helen Harris
- John Corbett jako pastor Dan Parker
- Joan Cusack jako Jenny Portman
- Hayden Panettiere jako Audrey Davis
- Spencer Breslin jako Henry Davis
- Abigail Breslin jako Sarah Davis
- Helen Mirren jako Dominique
- Sakina Jaffrey jako Nilma Prasad
- Kevin Kilner jako Ed Portman
- Paris Hilton jako Amber
- Felicity Huffmanová jako Lindsay Davis
- Sean O'Bryan jako Paul Davis
- Amber Valletta jako Martina
- Ethan Browne jako Devon
- Michael Esparza jako BZ
- Katie Carr jako Caitlin
- Héctor Elizondo jako Mickey Massey
- Larry Miller jako Leo D'Leo
- Shakara Ledard jako Tinka

## Přijetí

### Tržby
Film vydělal 37,4 milionů dolarů v Severní Americe a 12,2 milionů dolarů v ostatních oblastech, celkově tak vydělal 49,7 milionů dolarů po celém světě. Rozpočet filmu činil 50 milionů dolarů.

## Ocenění a nominace
| Rok  | Ocenění            | Kategorie                         | Nominovaní  | Výsledek |
| ---- | ------------------ | --------------------------------- | ----------- | -------- |
| 2004 | Teen Choice Awards | nejlepší filmová herečka: komedie | Kate Hudson | nominace |